# Claes Roxbergh
Hans Claes-Göran Roxbergh, född 4 oktober 1945 i Daretorps församling i Skaraborgs län, är en svensk politiker (miljöpartist). Han är bosatt i Askim i Göteborgs kommun.
Roxbergh studerade fysik och blev 1972 filosofie licentiat vid Göteborgs universitet.
Han satt i riksdagen mellan 1988 och 1991 och var då gruppledare för Miljöpartiet. Mellan 1994 och 2002 var han kommunalråd i Göteborg, och mellan 2002 och 2006 var han på nytt riksdagsledamot. Han var då ordförande i riksdagens trafikutskott, den förste miljöpartistiske utskottsordföranden i riksdagen.
Under våren 2002 föreslogs att Miljöpartiet skulle gå från att ha två språkrör till att bara ha ett, och valberedningen föreslog Roxbergh till posten. Som språkrörskandidat deltog han i april i en partiledardebatt inför valet samma år. På partikongressens första dag drog Roxbergh dock tillbaka sin kandidatur till förmån för Peter Eriksson, som han bedömde hade en bättre chans att bli vald. Kongressen beslutade ändå att behålla modellen med två språkrör.
Roxbergh mottog Hans Majestät Konungens medalj i 8:e storleken i Serafimerordens band 2006.
Han var anställd av Skanska Sverige AB mellan 2007 och 2016, där han på halvtid arbetade med miljöfrågor. År 2014 blev Roxbergh vald till styrelseordförande för Renova AB och 2017 till andre vice ordförande i Förvaltnings AB Framtiden.